# Deutweg

Karte des Quartiers

Deutweg ist ein Quartier der Stadt Winterthur im Schweizer Kanton Zürich. Es bildet zusammen mit den Quartieren Endliker und Gutschick den 1973 gebildeten Stadtkreis 7 (Mattenbach).

## Etymologie
Im Mittelalter führte ein 1325 erstmals erwähnter Fussweg zwischen Töss oder einem Tössübergang und Oberwinterthur durch das heutige Quartiergebiet. «Diet» steht althochdeutsch für Volk, der Deutweg war demnach ein allgemein zugänglicher mittelalterlicher Fernweg. Der historische Deutweg ist im Inventar historischer Verkehrswege der Schweiz als Objekt von nationaler Bedeutung geführt.

## Geografie
Das Quartier Deutweg umfasst den weitaus grössten Teil des Stadtkreises Mattenbach und stellt dabei zum Grossteil auch das Gebiet dar, das bereits vor der Gemeindefusion 1922 zur Stadt Winterthur gehörte. Es ist flachenmässig nach Neuburg das grösste statistische Quartier der Stadt. Das Quartiergebiet reicht im Süden über den ganzen zum Kreis Mattenbach gehörenden Eschenbergwald bis zur Töss und grenzt dort an die Gemeinde Illnau-Effretikon. Im Norden grenzt das Quartier entlang der St. Galler- und Thurgauerstrasse an das Quartier Lind, und im Nordosten bildet die Geiselweid- und Grüzefeldstrasse die Grenze zum Quartier Grüze (Kreis Oberwinterthur). Im Osten befindet sich östlich vom Sportkomplex Deutweg das Quartier Gutschick, südlich der Tösstalstrasse das Quartier Endliker, das sich bis zum Waldrand beim Eschenberg erstreckt. Danach grenzt Deutweg wieder direkt an die Seemer Quartiere Waldegg, Ganzenbühl und Sennhof. Im Westen grenzt Deutweg im Nordwesten an das Altstadt-Quartier und danach weiter südlich bis zur Töss an das Quartiergebiet von Heiligberg.

## Bildung
Im Norden des Quartiers befindet sich innerhalb der Siedlung Eigenheim der Kindergarten Eigenheim, der zum Einzugsgebiet der Sekundarschule Gutschick im gleichnamigen Quartier gehört. Südlich der Tösstalstrasse befindet sich östlich des Unteren Deutwegs der Kindergarten Weberstrasse, deren Kinder im Schulhaus Mattenbach in die Primarstufe gehen, wo sich auch die Sekundarstufe befindet. Das Gebiet westlich des Unteren Deutwegs wird von der Primarschule Schönengrund abgedeckt, zu der die Kindergärten Schönengrund und Breite gehören.
Weiter bereits zum Quartiergebiet gehört die städtische Maurerschule, eine Sonderschule für cerebral gelähmte Kinder. Auf dem Zeughausareal befindet sich die christliche Privatschule SalZH, die dort Spielgruppe, Primar- sowie Sekundarstufe anbietet. Auch die in der Berufsbildung tätige Mechatronikschule Winterthur befindet sich an der Zeughausstrasse.

## Geschichte
Da das Quartiergebiet den grössten Teil des Stadtkreises abdeckt, deckt sich die Geschichte der Entwicklung des Quartiergebiets bis zum Zweiten Weltkrieg mit der Entwicklung des Stadtkreises, da diese vom Stadtzentrum her erfolgte. Das grösste Wachstum auf Quartiergebiet fiel dabei auf die Zwischenkriegszeit und die 1940er-Jahre. In dieser Zeit wurden 1934 auch die katholische Kirche Herz Jesu und 1940 die reformierte Zwinglikirche erbaut. In den 1950er- und 1960er-Jahren erreichte das Wachstum das heutige Gebiet der beiden Quartiere Endliker und Gutschick, die grösstenteils auch in den damaligen Stadtkreisen Seen und Oberwinterthur lagen.
1973 erfolgte im Rahmen der neuen Gemeindeordnung die Bildung des neuen Stadtkreises Mattenbach mit Mattenbach als eindeutig grösstem Quartier. Seitdem wuchs das Quartier nicht mehr gross: Bemerkenswert waren noch die Eröffnung des Einkaufszentrums Deutweg 1995 sowie nach dem Bau der Eishalle Deutweg 2002 der Abbruch der Eisbahn Zelgli zusammen mit der benachbarten Tennisanlage Zelgli, an deren Stelle neue Überbauungen realisiert wurden.

## Verkehrsanbindung
Das Quartier Deutweg wird aufgrund seiner Grösse je nach Gebiet von verschiedenen Linien von Stadtbus Winterthur erschlossen. Der Norden wird von den Linien 3 (Rosenberg – HB – Oberseen), 5 (Dättnau – HB – Technorama) und 7 (Bahnhof Wülflingen – HB – Elsau, Melcher) bedient. Entlang der Tösstalstrasse verkehren die Trolleybuslinie 2 (Wülflingen – HB – Seen) sowie die Verstärkerlinie 2E (Schloss – HB – Waldegg). Der südliche Teil des Quartiers wird hauptsächlich von der Buslinie 4 (HB – Breite – HB) sowie der nur saisonal verkehrenden Linie 12 (HB – Wildpark Bruderhaus) erschlossen.
Im Nachtverkehr verkehren am Wochenende halbstündlich die Nachtbuslinien N2 (Wülflingen – HB – Seen) und N3 (Rosenberg – HB – Oberseen) deckungsgleich zu ihren Pendants, die tagsüber verkehren. Die Bushaltestelle «Eishalle» an der Nordgrenze des Quartiers wird zusätzlich auch noch von den Nachtbuslinien N7 (Bahnhof Wülflingen – Winterthur – Elsau, Melcher) und N67 (Winterthur – Elsau, Melcher – Wiesendangen – Bhf. Oberwinterthur) bedient, die zusammen ebenfalls einen Halbstundentakt bilden.

## Kultur und Freizeit
Im Norden des Quartiers befindet sich der Sportkomplex Deutweg mit dem Stadion Deutweg, der Eishalle Deutweg sowie der Axa-Arena, die eine Vielzahl von sportlichen Betätigungsmöglichkeiten bieten. Im Süden gehört der Eschenbergwald zum Quartiergebiet.
Mit der Villa Flora und dem Fotomuseum Winterthur zusammen mit der Fotostiftung Schweiz befinden sich ebenfalls wichtige Museen im Quartier.